# Kepahiang Indah
Kepahiang Indah is een bestuurslaag in het regentschap Kepahiang van de provincie Bengkulu, Indonesië. Kepahiang Indah telt 334 inwoners (volkstelling 2010).

## Geboren in Kepahiang Indah
- Alexander Ollongren (1928-2025), Nederlands sterrenkundige, informaticus